# Cannone Davis
Il cannone Davis fu il primo cannone senza rinculo a essere sviluppato e a entrare in servizio. Fu inventato da Cleland Davis, ufficiale della United States Navy, nel 1910, poco prima dello scoppio della prima guerra mondiale.
L'arma era composta da due cannoni montati in serie e contrapposti, col cannone rivolto all'indietro caricato con sfere di piombo e grasso dello stesso peso del proiettile che sarebbe stato sparato dall'altro cannone. I britannici sperimentarono un cannone Davis come arma anti-Zeppelin e anti-sommergibile, inizialmente testato su un bombardiere Handley Page Type O, in seguito anche su altri aerei, tra cui uno Short S.81.
Un cannone Davis avrebbe dovuto essere l'arma principale dell'AD Scout, ma alla fine, vista la fragilità dell'aereo, si optò per una mitragliatrice Lewis.
Il cannone Davis fu impiegato anche dalla United States Navy, che li installò su alcune cacciasommergibili classe SC-1.
Lo sviluppo diretto del cannone Davis si concluse con la prima guerra mondiale, ma il suo principio di funzionamento fu copiato in armi sviluppate successivamente.